# 1900 na informática

## Eventos

### Falha do Excel
- 1900 não foi um ano bissexto, pelo Calendário Gregoriano. No entanto, o programa Microsoft Excel 2000 considerava 1900 bissexto.[1] : DATA(1900,3,1) - DATA(1900,2,28) = 2
- O Microsoft Excel utiliza dois sistemas de datas, o de 1900 para Windows e o de 1904 para para Mac.
- Esse sistema duplo de datas, pode ocasionar eventuais problemas ao copiar dados de uma pasta de trabalho para outra, com as configurações de datas diferenciadas.
- O Microsoft Excel, em todas as suas versões, não reconhece datas antes do ano de 1900. Não havendo nenhuma possibilidade de correção desse problema.
- Esta mesma falha continua existindo no Microsoft Excel 2010.